# Instituto de Filosofia e Ciências Humanas da Unicamp
O Instituto de Filosofia e Ciências Humanas (IFCH) é uma das unidades da Universidade Estadual de Campinas (UNICAMP). 

## História
Fazia parte do projeto original criado por Zeferino Vaz para a Universidade. Em 1968 foi criado o Departamento de Planejamento Econômico e Social que até meados da década de 1970 abrigava três departamentos: o DEPE (Departamento de Economia e Planejamento Econômico), o DCS (Departamento de Ciências Sociais) e o DEL (Departamento de Linguística). Portanto, foi o IFCH que originou, por assim dizer, o Instituto de Estudos da Linguagem (IEL), e o Instituto de Economia (IE). 
Em 1968 passou a possuir a notória Biblioteca Octavio Ianni como parte do seu instituto. 
Em março de 2019, seu auditório foi batizado em homenagem a Marielle Franco. No mês seguinte, o instituto lançou nota de repúdio ao presidente do Brasil, Jair Bolsonaro, devido aos cortes orçamentários ao ensino superior.

## Departamentos
O IFCH está organizado em seis departamentos:
- Antropologia
- Ciência Política
- Demografia
- Filosofia
- História
- Sociologia

Cada departamento é responsável por uma determinada área de concentração. Os departamentos são formados por docentes, pesquisadores e corpo administrativo.

## Cursos Oferecidos
Graduação
- Ciências Sociais - diurno (55 vagas) e noturno (55 vagas)
- História - integral (40 vagas)
- Filosofia - integral (30 vagas)

Pós-Graduação
- Ciências Sociais
- Filosofia
- História
- Demografia
- Antropologia
- Ciência Política
- Sociologia
- Mestrado Inter institucional em Relações Internacionais
- Doutorado em Meio Ambiente e Sociedade.